# Alofi
Alofi é a capital de Niue, uma nação no Oceano Pacífico. Ela tem uma população de 1.611 habitantes (censo de 2011) e consiste de duas vilas, Alofi Norte (pop. 147) e Alofi Sul (pop. 434). A sede do governo está localizada em Alofi Sul.
Alofi está localizada no centro da Baía de Alofi na costa oeste da ilha, perto da única quebra no recife de corais que rodeia Niue. A baía se estende por 30% do comprimento da ilha (cerca de sete quilômetros) de Halagigie Point no sul até Makapu Point no norte.
Em Janeiro de 2004, Niue foi atingida pelo violenta tormenta Ciclone Heta que matou duas pessoas e causou vastos danos em toda a ilha. Muitas das construções de Alofi foram destruídas, incluindo o hospital. Os prédios governamentais foram transferidos para uma área menos exposta, chamada Fonauakula, depois da tormenta.